# 58è Festival Internacional de Cinema de Berlín
El 58è Festival Internacional de Cinema de Berlín va tenir lloc entre el 7 i el 17 de febrer de 2008. El festival va obrir amb el documental de Martin Scorsese Shine a Light. Be Kind Rewind de Michel Gondry va clausurar el festival. El director franco-grec Costa Gavras fou seleccionat per servir com a president del Jurat del festival.
L'Os d'Or fou atorgat a la pel·lícula brasilera Tropa d'elit dirigida per José Padilha. El festival va mostrar una retrospectiva dedicada al director espanyol Luis Buñuel.

## Jurat

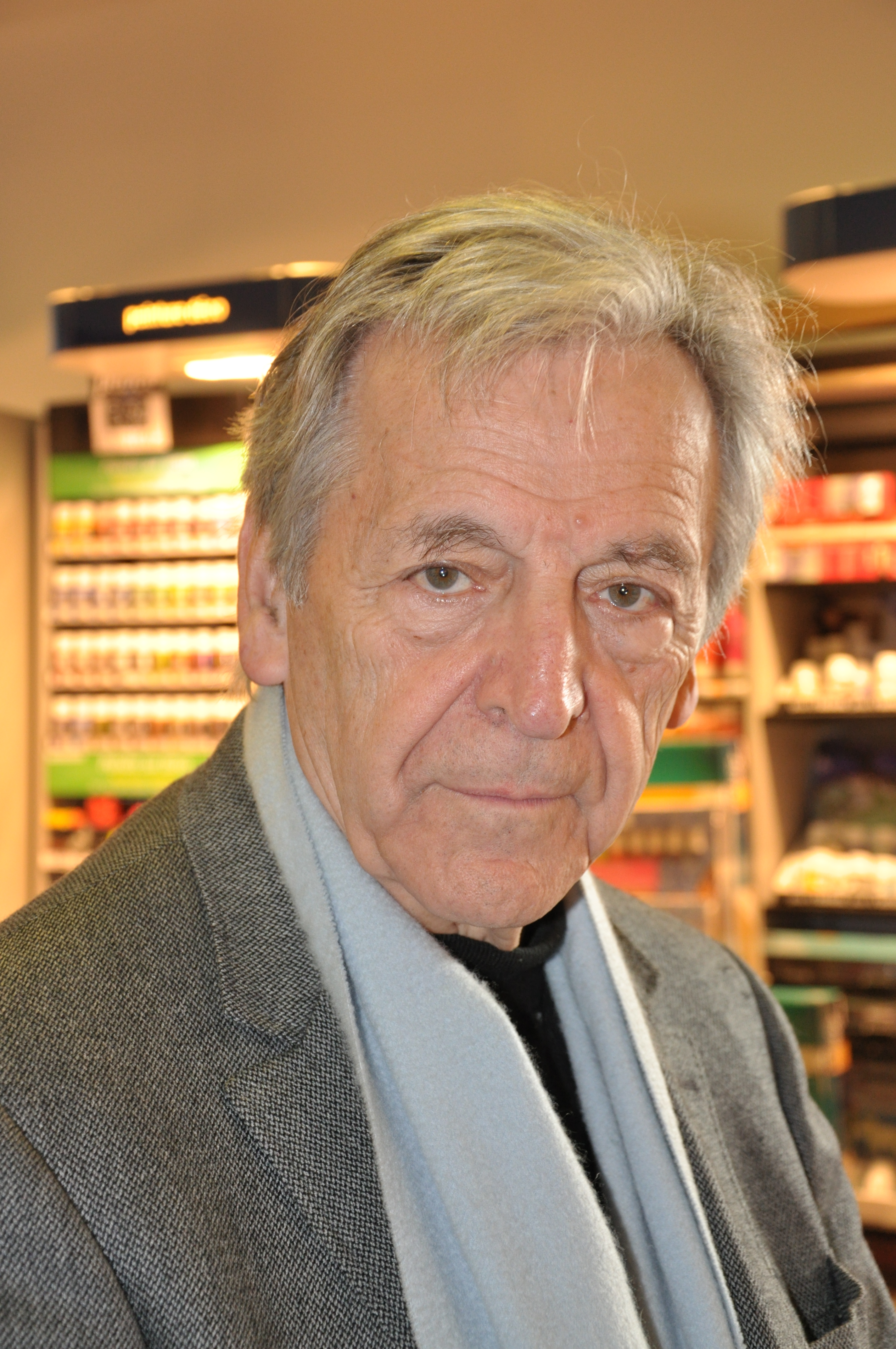
Costa Gavras, president del jurat

Les següents persones foren nomenades com a membres del jurat:
- Costa Gavras – President
- Uli Hanisch
- Diane Kruger
- Walter Murch
- Shu Qi
- Aleksandr Rodnyansky
- Marc Barbe
- Ada Solomon
- Laura Tonke

## En competició
Les següents pel·lícules van competir per l'Os d'Or i per l'Os de Plata:
| Títol original                 | Director(s)          | País                                 |
| ------------------------------ | -------------------- | ------------------------------------ |
| Avaze gonjeshk-ha              | Majid Majidi         | Iran                                 |
| Ballast                        | Lance Hammer         | Estats Units                         |
| Bam gua nat                    | Sang-soo Hong        | Corea del Sud                        |
| Caos calmo                     | Antonello Grimaldi   | Itàlia, Regne Unit                   |
| Elegy                          | Isabel Coixet        | Estats Units                         |
| Tropa d'elit                   | José Padilha         | Brasil                               |
| Feuerherz                      | Luigi Falorni        | Alemanya                             |
| Gardens of the Night           | Damian Harris        | Estats Units, Regne Unit             |
| Happy-Go-Lucky                 | Mike Leigh           | Regne Unit                           |
| Il y a longtemps que je t'aime | Philippe Claudel     | França                               |
| Julia                          | Erick Zonca          | França, Estats Units, Mèxic, Bèlgica |
| Kirschblüten – Hanami          | Doris Dörrie         | Alemanya                             |
| Kâbê                           | Yoji Yamada          | Japó                                 |
| Lady Jane                      | Robert Guédiguian    | França                               |
| Lake Tahoe                     | Fernando Eimbcke     | Mèxic, Japó, Estats Units            |
| Man jeuk                       | Johnnie To           | Hong Kong                            |
| Musta jää                      | Petri Kotwica        | Finlàndia, Alemanya                  |
| Restless                       | Amos Kollek          | Israel, Alemanya                     |
| Standard Operating Procedure   | Errol Morris         | Estats Units                         |
| There Will Be Blood            | Paul Thomas Anderson | Estats Units                         |
| Zuǒ yòu                        | Wang Xiaoshuai       | R.P. de la Xina                      |

## Premis

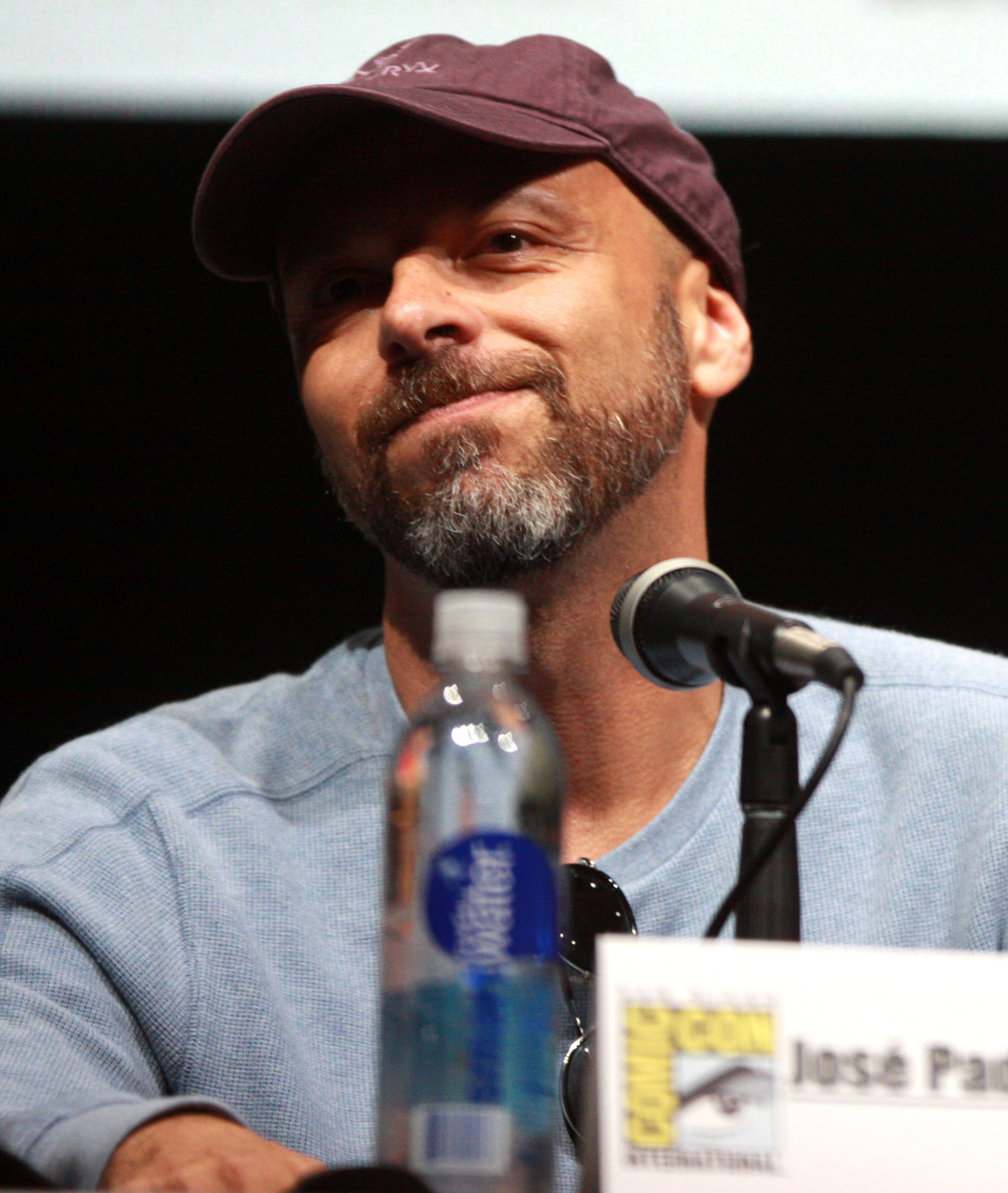
José Padilha, guanyador del Lleó d'Or al festival

El jurat va atorgar els següents premis:

### Os d'Or
- Os d'Or a la millor pel·lícula – Tropa d'elit de José Padilha

### Ossos de Plata
- Premi Especial del Jurat: Standard Operating Procedure d'Errol Morris
- Millor director: Paul Thomas Anderson per There Will Be Blood
- Millor actor: Reza Naji per Avaze gonjeshk-ha
- Millor actriu: Sally Hawkins per Happy-Go-Lucky
- Millor guió: Wang Xiaoshuai per Zuǒ yòu
- Millor contribució artística: Per la música de There Will Be Blood per Jonny Greenwood
- Premi Alfred Bauer: Fernando Eimbcke per Lake Tahoe
- Premi FIPRESCI: Fernando Eimbcke per Lake Tahoe